# Hanburia mexicana
Hanburia mexicana là một loài thực vật có hoa trong họ Cucurbitaceae. Loài này được Seem. mô tả khoa học đầu tiên năm 1858.